# Suffolk Bank
La Suffolk Bank est une banque de la ville de  Boston, dans le Massachusetts, aux États-Unis, créée en 1818 par un groupe de marchands, qui a opéré de 1818 à 1858. La Suffolk Bank a lancé à partir de 1825 le "système Suffolk", proposant une chambre de compensation pour les billets de banque en Nouvelle-Angleterre puis sur toute la côte nord-est des États-Unis.

## Histoire
La Suffolk Bank est apparue peu après la création de celle de la Second Bank of the United States, avec un capital de 35 millions de dollars, en 1816. Elle a été affaiblie lors de la crise bancaire de 1819 et a lancé son « Système Suffolk » pour répondre aux problèmes générés par cette crise. Une myriade de billets étaient émis aux alentours du centre financier de Boston, dont la valeur n'était pas garantie par un stock d'or, même s'ils étaient acceptés par les marchands de Boston. Plusieurs banques réputées de la ville commencèrent à les refuser, et il fallait consentir une décote sur la valeur des billets, allant jusqu'à 5 %. La New England Bank of Boston décida en 1814 de créer une chambre de compensation, la première du pays.
Le « Système Suffolk », créé un peu plus tard, exigeait que tout adhérent détienne des capitaux propres de 100 000 dollars au moins et dépose un montant minimal de 2000 dollars non rémunéré. Le montant net quotidien déposé par chacune était porté en compte de la banque créditrice en date de valeur du lendemain de la compensation, après un tri des billets, diminuant le nombre de billets en circulation et réduisant de facto les coûts de remboursement. La Suffolk Bank, associée à six autres, recevait des billets étrangers et accordait des crédits assis sur ces dépôts. En 1836, trois cents banques de la Nouvelle-Angleterre, soit la majorité, avaient adhéré. Neuf millions de dollars étaient compensés par mois en 1841, puis 30 millions en 1858, soit le total du stock des billets en circulation dans le Massachusetts.